# Jack Huber
Jack Huber est un artiste d'animation américain ayant travaillé pour les studios Disney.

## Filmographie
- 1940 : Donald a des ennuis, effets d'animation (non crédité)
- 1941 : Le Tourbillon, effets d'animation (non crédité)
- 1942 : Dingo va à la pêche, chargé d'animation
- 1941 : Le Dragon récalcitrant, effets d'animation (non crédité)
- 1947 : Straight Shooters, scénario
- 1947 : Donald et les Grands Espaces, scénario
- 1947 : Pluto chanteur de charme, scénario
- 1948 : Mickey, Pluto et l'Autruche, effets d'animation (non crédité)

- 1958 : Paul Bunyan
- 1959 : La Belle au bois dormant